# Derlei
Vanderlei Fernandes Silva „Derlei” (ur. 14 lipca 1975 w São Bernardo do Campo) – brazylijski piłkarz występujący na pozycji napastnika, posiada również obywatelstwo portugalskie. Obecnie nie gra w żadnym klubie.
Derlei piłkarską karierę rozpoczynał w 1994 w América Natal. Następnie grał w Guarani FC, Madureira Rio de Janeiro i União Leiria, po czym w 2002 trafił do FC Porto. W 2003 wywalczył z klubem Puchar UEFA, a w finałowym pojedynku z Celtikiem Glasgow zdobył dwie bramki. W 2004 wywalczył Puchar Mistrzów i mistrzostwo Portugalii. W styczniu 2005, po problemach z dyscypliną Derlei został sprzedany za 7 mln euro do Dynama Moskwa. Dwa lata później, w styczniu 2007 wrócił do Portugalii, gdzie został wypożyczony do Benfiki Lizbona. Po zakończeniu ligowych rozgrywek trafił do Sportingu. W 2009 został wolnym zawodnikiem.